# Topol černý v Poděbradech 1
Topol černý v Poděbradech 1 (Populus nigra) je památný strom, který roste v Poděbradech na levém břehu Labe mezi plavební komorou a silničním mostem. V této lokalitě se nachází ještě jeden samostatně památkově chráněný topol černý, vzdálený jen asi 60 metrů. Tento exemplář se nachází blíže (cca 60 metrů) k inundačnímu a silničnímu mostu (ulice Pražská). Od cyklostezky na levém břehu Labe je vzdálen přibližně 20 metrů jižním směrem. Nachází se asi 180 metrů jihozápadně od zámku na opačném břehu Labe a asi 250 metrů jižně od náměstí Jiřího z Poděbrad. Číslo parcely je 3868.

## Základní údaje
- název: Topol černý v Poděbradech 1
- výška: 35 metrů[1]
- obvod: 580 centimetrů[1]
- věk: neuveden
- nadmořská výška: asi 185 metrů
- umístění: Středočeský kraj, okres Nymburk, obec Poděbrady, část obce Poděbrady I

## Poloha, popis a stav stromu
Topol roste na levém břehu Labe, nedaleko od mostu přes Labe (mezi mostem a plavební komorou) a blízko cyklostezky z Poděbrad do Nymburka, které zde začíná, Nachází se sice na opačném břehu Labe, ale přitom stále poměrně blízko zámku a historického centra města.
Strom je ve velmi dobrém stavu, s výškou 35 metrů a obvodem 580 centimetrů jde o mohutný exemplář (topoly obvykle dorůstají kolem 30 metrů). Zdravotní stav stromu je natolik dobrý, že je určen pro sběr semen jako genetického materiálu (stejně jako „sesterský topol“ nedaleko a topol u Skupice).

## Další památné stromy v Poděbradech
V nepříliš vzdáleném okolí se nachází několik dalších památných stromů.
- Topol černý v Poděbradech 2: roste jen asi 60 metrů jihovýchodně (trochu dále od cyklostezky).
- Topol u Skupice roste na opačném (pravém) břehu Labe, nedaleko ulice Na kopečku, na začátku cyklotrasy k soutoku Labe s Cidlinou a dále do Libice nad Cidlinou. Vzdušnou čarou je vzdálen necelých 600 metrů přibližně východním směrem.
- Zádušní dub: byl nejstarší památný strom v Poděbradech. Nacházel se necelých 650 metrů jihovýchodně od topolu u Skupice (opět těsně vedle cyklotrasy na pravém břehu Labe) a asi 1,2 kilometru od obou topolů na levém břehu. Strom byl poškozen při opravě cyklostezky a houbou napadený dub se 14. srpna 2010 vyvrátil z kořenů.[2] K červnu 2017 je však dub stále vyznačen na mapách a také je veden v databázi AOPK bez uvedení data zrušení ochrany.[1]. Na místě lze dodnes vidět mohutný vyvrácený pařez stromu.

- Dub u golfu: roste na východním okraji Poděbrad, v areálu golfového hřiště, u druhé jamky.
- Dub v lázeňském parku: roste v lázeňském parku, před lázeňskou poliklinikou.
- Dub u gymnázia: na mapách nazývaný též dub u školy roste ve Studentské ulici v zahradě gymnázia.
- Tis za kulturním střediskem: 12 metrů vysoký tis roste v ulici Na Valech na okraji lázeňského parku za obchodním domem.

## Fotogalerie

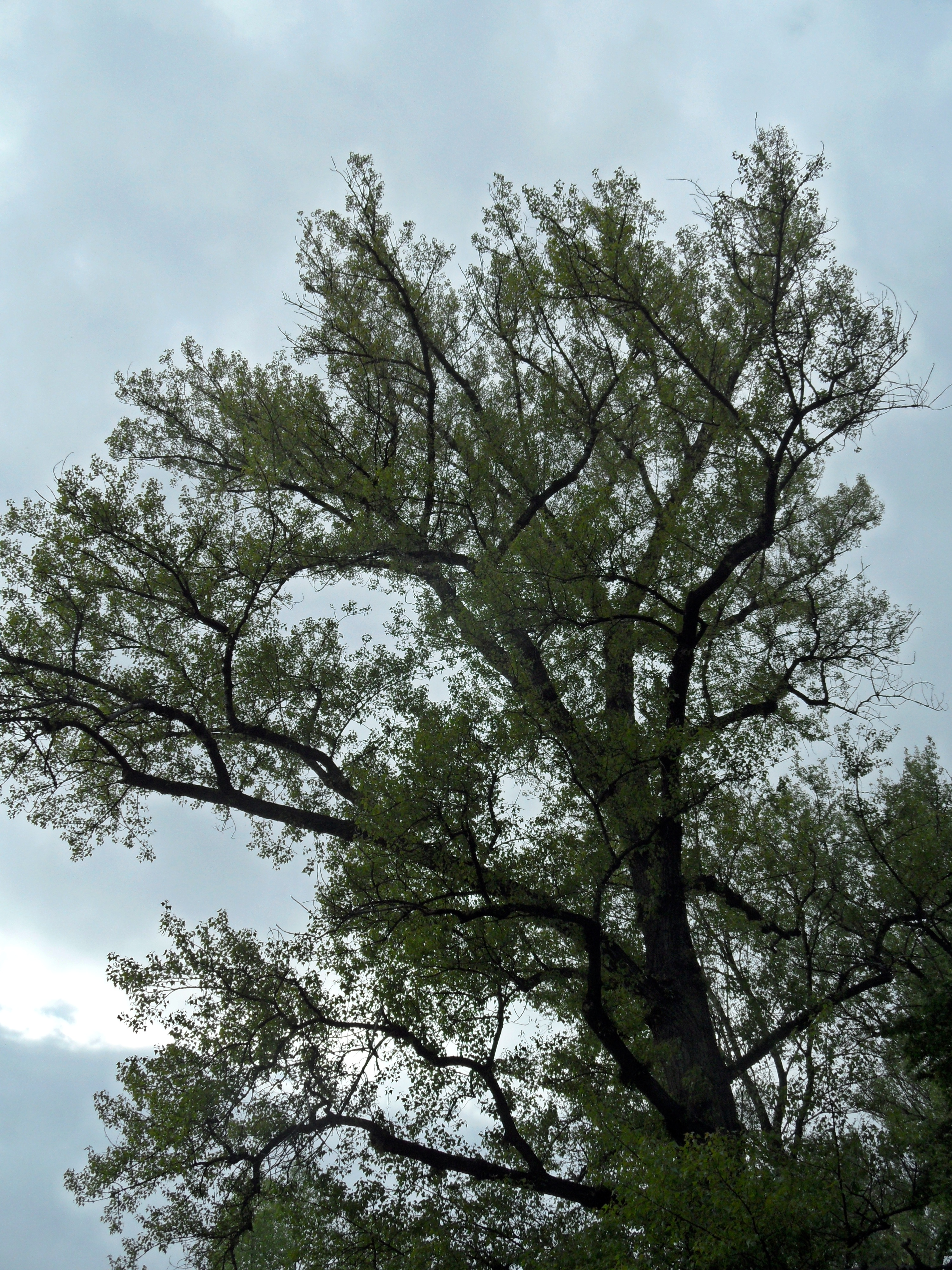
topol černý 1, horní část koruny
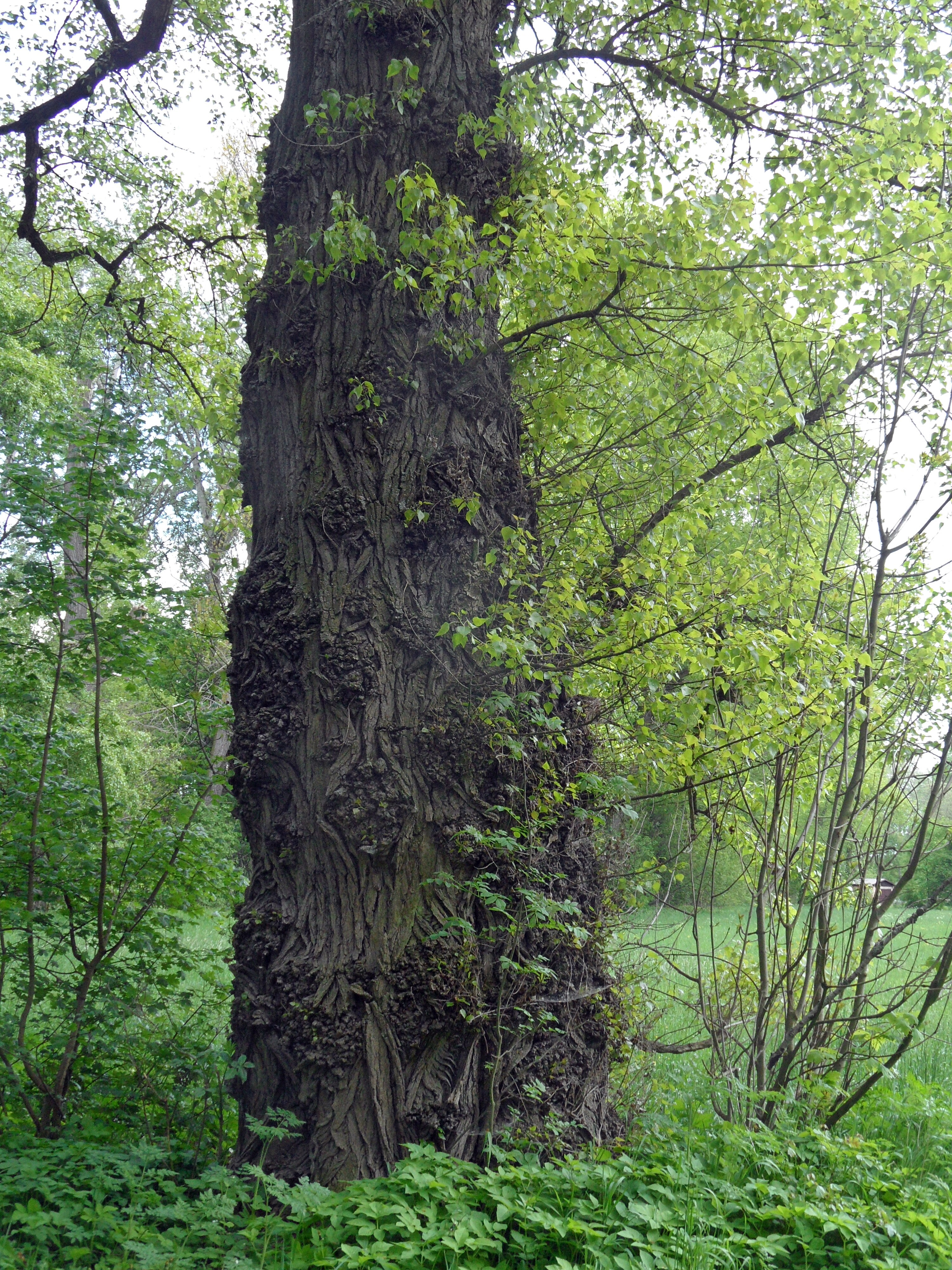
topol černý 1, detail kmene
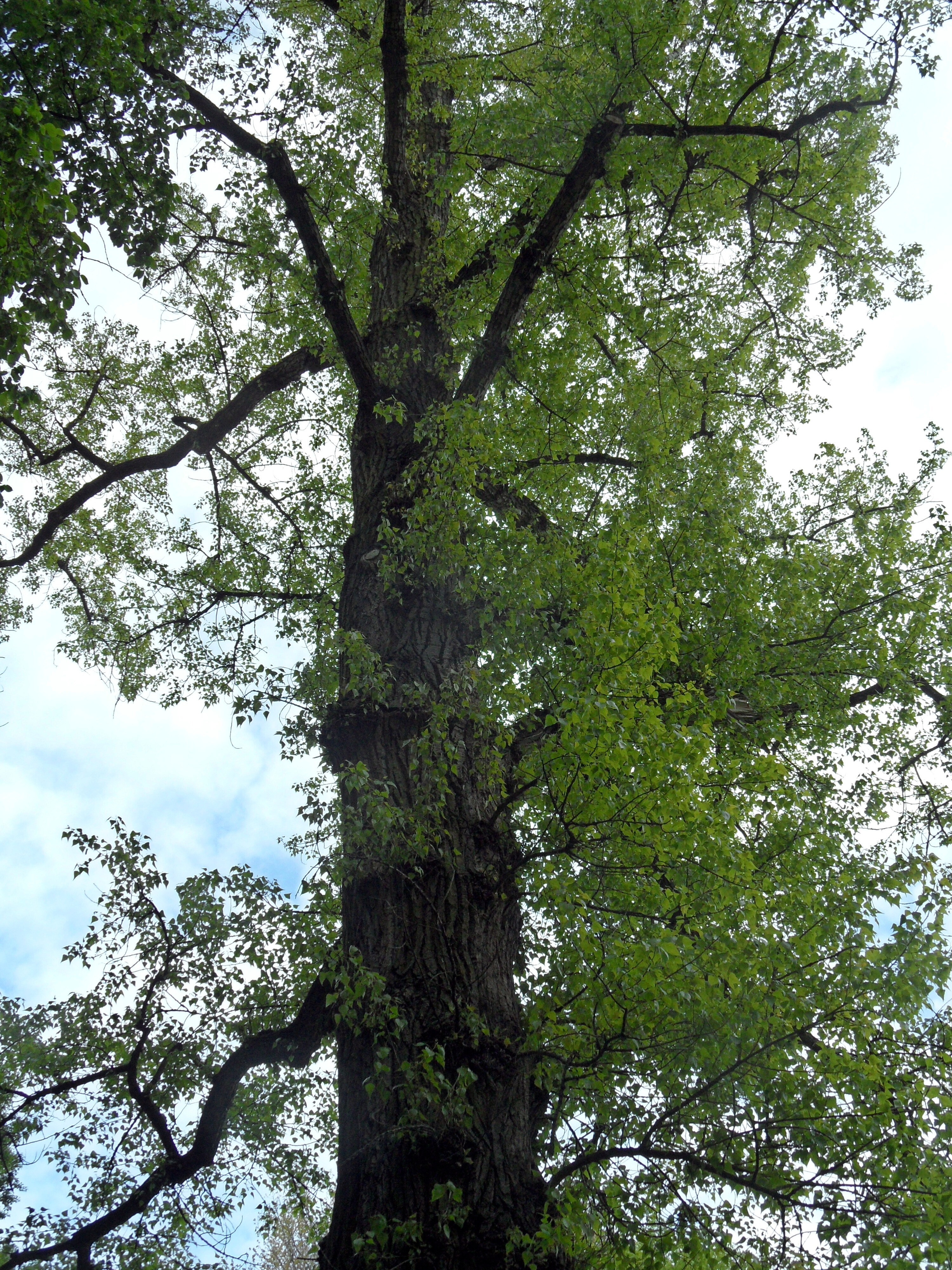
topol černý 1, horní část
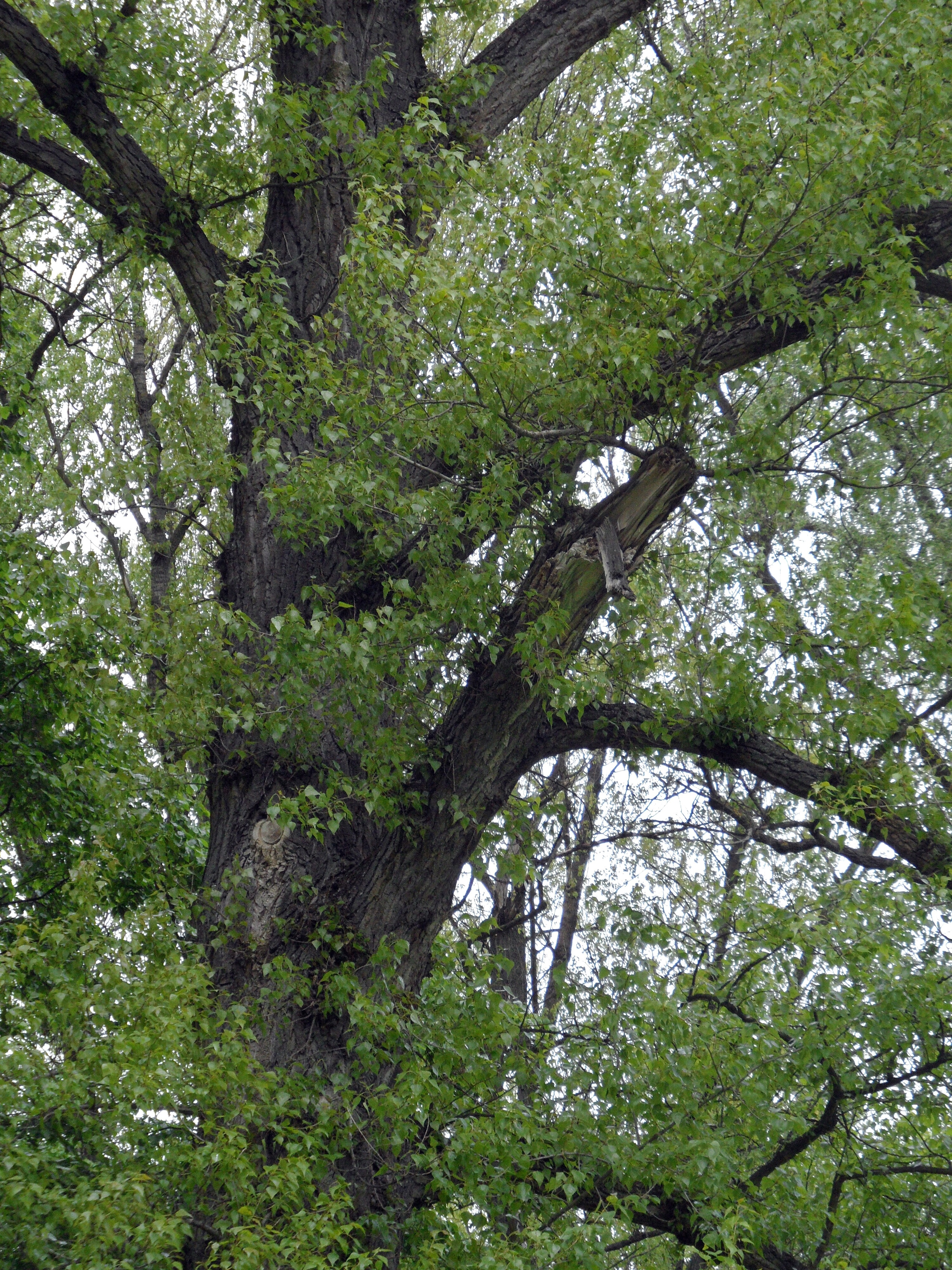
topol černý 1, detail větví